# Pseudoniphargus pedrerae
Pseudoniphargus pedrerae is een vlokreeftensoort uit de familie van de Allocrangonyctidae. De wetenschappelijke naam van de soort is voor het eerst geldig gepubliceerd in 1990 door Pretus.